# Prešernov gaj
Prešernov gaj je park arhitekta Marjana Šorlija in Ruške Ogorevc, ki leži v središču Kranja. Do konca 18. stoletja je bilo mestno pokopališče v Kranju ob farni cerkvi v središču mesta. Šele takrat so ga prenesli izven mestnega obzidja na malo kranjsko polje, kjer je danes Prešernov gaj. 
Zdaj leži v samem centru mesta med Partizansko in Gregorčičevo ulico. Gaj je v lasti Mestne občine Kranj.

## Zgodovina
Leta 1952 je bil preurejen v spominski park, načrte zanj pa sta skovala arhitekta Marjan Šorli in Ruška Ogorevc. Prostor je zasnovan kot gaj zaradi lastne zgodovinske vloge. Prešernov gaj obdajajo tlakovane kamnite potke z vseh strani, ki se zaključijo v osrednjem delu s prehodno lopo na osmih stebrih in trikrat deljeno polkrožno streho.
V parku se med drugimi nahajajo nagrobni spomenik, posvečen pesniku Francetu Prešernu, skupaj z obeležjem, kjer se je nahajal prvotni Prešernov grob, nagrobnik Ernestine Jelovške (Prešernove hčerke), nagrobnik pesnika Simona Jenka in Majdičeva grobnica z marmornim reliefom "Vstajenje". V gaju je moč najti tudi spomenik Bazoviškim žrtvam in Vladimiru Gortanu, ki so ga ustrelili v Pulju. Gre za enega prvih fašističnih spomenikov žrtvam fašističnega nasilja, saj sega že v leto 1931.

## Projekt
Eden od pobudnikov, Boris Udovč, je dobil zamisel in želel razviti projekt, ki bi Kranju in Sloveniji resnično prinesel stičišče poti. Sam je predlagal ustanovitev fundacije, ki bi zbrala denar za nov Prešernov gaj in pravo svetišče v njem. Leta 1994 je bil Udovč prepričan, da bo njegova pobuda sprožila akcijo, ki bo v čast tako Prešernu kot Kranju in vsej Sloveniji. Pobuda se na koncu porazgubila. Udovč pa je poudarjal, da njegov mavzolej ni vnaprej vsiljena rešitev, ampak le spodbuda za to, da se Slovenija oddolži Prešernu in ustvari pravo romarsko pot k njegovemu spomeniku.

## Prešernov nagrobni spomenik
V Prešernovem gaju je še danes pokopan največji slovenski pesnik, dr. France Prešeren. Njemu v čast je tam postavljen nagrobni spomenik oziroma prvi slovenski javni spomenik, ki je nastal na podlagi množične narodnozavedne pobude.
Od septembra 1849 je na njegovem grobu najprej stal preprost črn lesen križ, ki ga je dal postaviti dr. Bleiweis. Dr. Bleiweis se je nato leta 1851 obrnil na pravnika dr. Matijo Dolenca z Dunaja za nasvet, kako zasnovati spomenik slovanskega značaja. Kmalu je bil znan načrt dunajskega arhitekta in nagrobnik je dobil podobo "bizantinskega" sloga, tj. preprosto slopasto znamenje (steber s tabernakeljsko razširjeno glavo). Spomenik je bil obdan z železno ograjo.